# فرانكو كارارو
فرانكو كارارو (من مواليد 6 ديسمبر 1939 في بادوفا بإيطاليا) هو مدير رياضي إيطالي وعضو سابق في الحزب الاشتراكي الإيطالي في الثمانينيات والتسعينيات.

## الرياضة
ولد كارارو في بادوفا .
كان رئيسًا للاتحاد الإيطالي للتزلج على الماء بين عامي 1962 و 1965 وكان رئيسًا لميلان بين عامي 1967 و 1971.
في السبعينيات عمل في الاتحاد الإيطالي لكرة القدم (FIGC)؛ كان رئيسًا لدوري الدرجة الأولى الإيطالي ودوري الدرجة الثانية (1973-1976) ورئيسًا للاتحاد الإيطالي لكرة القدم (1976-1978). في 19 مايو 1978 استقال ليصبح رئيس المجلس الوطني للإعلام ، وهو المنصب الذي شغله حتى عام 1987.
بمناسبة فضيحة توتونيرو 1986 تم ترشيح كارارو مفوض الاتحاد الدولي لكرة القدم من 1986 و1987، وبعد ذلك كان رئيسًا للجنة إيطاليا'90 (اللجنة التنفيذية لكأس العالم 1990).
من 1997 إلى 2001 كان كارارو رئيسًا للدوري الإيطالي (بعد 24 عامًا) ومرة أخرى رئيسًا للاتحاد الإيطالي لكرة القدم بين عامي 2001 و 2006. في العام الأخير، أُجبر على ترك الاتحاد الإيطالي لكرة القدم لأنه كان أحد شخصيات في فضيحة كرة القدم الإيطالية عام 2006؛ في حديث مع باولو بيرغامو (مدير الحكام الإيطاليين) أعلن كارارو أنه يجب مساعدة لاتسيو لتجنب الهبوط في دوري الدرجة الثانية.
كانت عقوبته الأصلية 4 سنوات و6 أشهر ، لكن بعد ذلك تحولت إلى غرامة قدرها 80 ألف يورو.
من 2004 إلى 2009، كان عضوًا في المجلس التنفيذي لـ الاتحاد الأوروبي لكرة القدم.

## سياسة
شغل منصب وزير السياحة الإيطالي في حكومات جيوفاني جوريا وسيرياكو دي ميتا وجوليو أندريوتي (1987-1991) وكان عمدة روما (1989-1993) كعضو في الحزب الاشتراكي الإيطالي (PSI). كما دعمه الممثل كارلو فيردوني.

## روابط خارجية
- جوناثان أوبراين ، صنداي بيزنس بوست ، 16 يوليو 2006 ، "الوظيفة الإيطالية"